# Eukiefferiella clavigera
Eukiefferiella clavigera är en tvåvingeart som först beskrevs av Freeman 1956.  Eukiefferiella clavigera ingår i släktet Eukiefferiella och familjen fjädermyggor. Inga underarter finns listade i Catalogue of Life.